# Sidi Bouzid
Sidi Bouzid (em árabe: سيدي بوزي; romaniz.: Sīdi Bu Zīd) ou Sidi Bou Zid ou Sīdī Bū Zayd é uma cidade e um município do centro da Tunísia, capital da  província homónima. O município tem 10,73 km² de área e em 2004 tinha 39 915 habitantes (densidade: 3 719,9 hab./km²), dos quais 34 315 na cidade.
Situa-se 136 km a oeste de Sfax, 100 km a nordeste de Gafsa, 76 km a leste de Kasserine, 120 km a sudoeste de Cairuão, 180 km a sudoeste de Sousse e 280 km a sul de Tunes (distâncias por estrada).